# プリスクスの墓
『プリスクスの墓』（プリスクスのはか、原題：英: The Tomb of Priscus）は、イギリスのホラー小説家ブライアン・ムーニイによる短編クトゥルフ神話。1994年に発表された。
アンソロジー『インスマス年代記』に収録され、2001年に邦訳された。イギリスを舞台としたインスマス物語である。作者はキャラウェイ教授とシェイ神父を主人公とした作品を幾つも執筆しているが、邦訳はこれ1作のみ。キャラウェイは、タイタス・クロウと親交があるらしいことが言及されている。
『ダニッチの怪』はキリストのパロディ物語と解釈されているが、非ダニッチ物語である本作もキリストになぞらえられているものである。語り手はキリスト教神父であり、登場人物の中で独自の視点を持っている。
東雅夫は『クトゥルー神話事典』にて「英国サセックス州の海辺の村にある古代遺跡の発掘現場で続発する怪事件に、キャラウェイ教授とシェイ神父のコンビが立ち向かう物語」と解説している。

## あらすじ
1927年、インスマスに政府の手入れが行われ、深きものどもの存在が明るみに出る。逃走を試みた1匹が、近隣の農夫に捕まり、リンチ磔刑にかけられ、死体は焼かれる。当局の捜査官がやって来たとき、彼らは写真を差し出して、自分たちが怪物を殺したことを話す。本来なら写真は処分されるはずであったが、流出し研究者が入手する。
イギリスサセックス州のロワー・ベトホーの海辺には古代の墳墓遺跡があったが、誰も近づかせないという伝統を歴代の地主は維持していた。ワイト博士は根気強く働きかけ、代替わりした地主に発掘許可を取り付ける。
キャラウェイ教授に呼び出されたシェイ神父は、深きものが磔刑にかけられた写真を見せられる。キャラウェイは、深きものどもと、彼らが崇拝する古きものどもが実在することを説く。キャラウェイは知人ワイトからの手紙を読み上げて、シェイを発掘見学に誘う。道中シェイは、地元民が発掘に否定的な態度をとっている様子を見取る。現場ではワイトが、学生ボランティアを率いて発掘を行っていた。見学が終わり2人は帰路に就くが、キャラウェイは助手の学生に連絡先を教え、「何か気になるようなことがあったら連絡してくれ」と告げる。そして、キャラウェイは自分がこの発掘を喜んでいないとし、ワイトには内緒にするよう依頼する。
ワイトが遺跡で昏倒し、その際に学生の一人は黒い影のような幻覚を見た。ワイトにケガはなかったが、性格が変わり、大英博物館に行って『アル・アジフ』を閲覧したり、学生たちを解雇するといった行動に出る。奇妙に思った学生からキャラウェイに報告が入り、キャラウェイとシェイはワイトに会いに行くも、追い返される。
キャラウェイはシェイに、数日間野営してワイトを監視するよう命じ、どこかに行く。シェイが監視していると、ワイトは生贄の儀式を始めようとする。シェイが飛びかかって止めさせようとすると、ワイトの顔は変貌していた。海には異形のものたちが群れをなしており、ワイトは彼らを兄弟たちと呼び、キリスト教神父である彼をも生贄に捧げることで自分も変異すると力説する。そこへキャラウェイが10人以上の仲間を連れて駆け付け、形勢が逆転する。シェイにも見覚えある地元民たちが、星の石を持って取り囲むと、ワイトは苦しみ出す。彼らはワイトを十字架リンチにかけて殺し、死体を焼く。ワイトは「星と深海の父」に祈り、呪いの言葉を吐いて絶命する。シェイはワイトは邪悪だが知性あるヒトなのだと憐れみを覚えるが、キャラウェイはこの行為は浄化であると説明する。
キャラウェイの調査によると、ワイトはインスマスのウェイト家の子供であった。またプリスクスに憑依していた邪悪なものが解き放たれ、血筋に素質のあったワイトは取りつかれたのだろうと結論付けられる。ワイトは月の星辰に従って3人の学生を生贄を捧げていた。キャラウェイの根回しにより、プリスクスの墳墓遺跡は「菌の汚染地域」に指定されて立入禁止となる。

## 主な登場人物
- ルーバン・キャラウェイ教授 - サウスダウン大学の研究者。肥満体。性格も悪い。プリスクスについて予備知識がある。
- ロデリック・シェイ神父（牧師とも） - 語り手。キリスト教司祭だが、普段着なのでそう見えない。
- ミセス・ブリン - ロデリックの家政婦。キャラウェイ教授を嫌っている。
- アラリック・ワイト博士 - キャラウェイ教授の知人で、大学非所属の考古学者。アメリカ生まれだが、幼いころにイギリスに来た。血筋と憑依の二要因により変貌する。
- ケン・ポーター  - アメリカのウィスコンシン大学の研究生で、ワイトの助手をしている。ワイトの変貌に困惑し、キャラウェイに報告する。
- ウィテリウス・プリスクス - ローマの貴族・軍高官・学者。エジプトでオカルトに傾倒して悪道に堕ち、ブリテンに追放された。
- 黒い影 - プリスクスに憑依し、遺体が焼かれなかったために墳墓に残留していた。新たにワイトを宿主とする。
- タイタス - 古のものどもと戦っている人物。キャラウェイに星の石を提供した。登場はなく言及のみ。

## 収録
- 学研M文庫『インスマス年代記（英語版） 下』大瀧啓裕訳

## 関連作品
- タイタス・クロウ・サーガ - ブライアン・ラムレイのクトゥルフ神話作品。本作で言及される「タイタス」はこちらの作品の登場人物。